# Deutscher Hochschulverband

Logo des DHV

Der Deutsche Hochschulverband (DHV) ist die Berufs- und Interessenvertretung der an Universitäten tätigen Wissenschaftler in Deutschland. Mit rund 34.000 Mitgliedern, vorwiegend Hochschullehrer an Universitäten, ist er die größte fächerübergreifende hochschulpolitische Wissenschaftlervereinigung in Europa.

## Überblick und Organisation

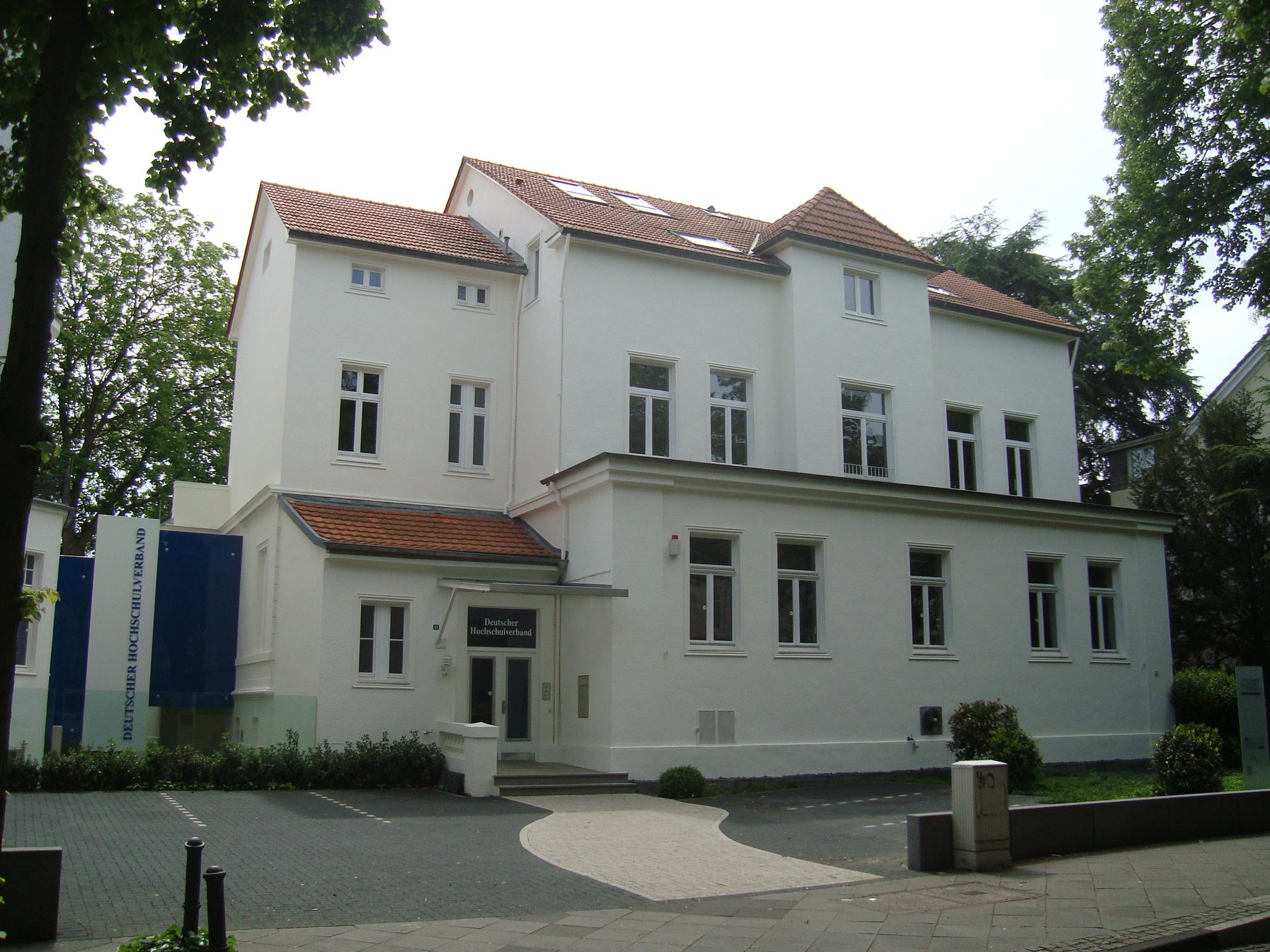
Geschäftsstelle in Bad Godesberg

Der Verein gliedert sich in örtliche DHV-Gruppen und Landesverbände. An seiner Spitze stehen ein Präsident und ein siebenköpfiges Präsidium. Oberstes Organ ist der DHV-Tag, der einmal im Jahr stattfindet. Er widmet sich jedes Jahr einem anderen, für die Hochschullandschaft wichtigen Thema und besteht aus einem öffentlichen Teil (u. a. mit Festakt, Gala der Deutschen Wissenschaft sowie Vortrags- und Diskussionsveranstaltung) und einem nichtöffentlichen Teil, der Delegiertenversammlung, in der außer den Mitgliedern des Präsidiums zwei Delegierte je DHV-Gruppe und die Vorsitzenden der Landesverbände Stimmrecht haben. Der Präsident und die sechs Vizepräsidenten werden auf jeweils zwei Jahre gewählt, Wiederwahlen sind möglich. Der DHV-Tag kann dem Präsidium und dem Präsidenten auch Aufträge erteilen; sie sind an die Beschlüsse des DHV-Tages gebunden.
Die Arbeit im Verband erfolgt auf allen Ebenen ehrenamtlich und wird von der in Bonn-Bad Godesberg (Rheinallee 18/20) ansässigen Geschäftsstelle unterstützt. Seit 2023 ist der Wirtschaftswissenschaftler Lambert T. Koch, der zuvor von 2008 bis 2022 Rektor der Bergischen Universität Wuppertal war, Präsident.
Der Verein finanziert seine Arbeit durch die Beiträge der Mitglieder. Jeder Hochschullehrer an einer Universität, wissenschaftlichen Hochschule oder Kunst- und Musikhochschule in Deutschland kann beitreten, ebenso jeder deutsche Hochschullehrer an einer entsprechenden Hochschule im Ausland. Mitglied kann auch jeder Juniorprofessor, Habilitand oder Nachwuchsgruppenleiter werden. Fachhochschulprofessoren, die mit dem Hochschullehrerbund über eine eigene Berufsvertretung verfügen, können über einen Dienstleistungsvertrag Serviceleistungen des Verbandes in Anspruch nehmen.

## Ziele, Aufgaben und Aktivitäten
Der Verein tritt laut Satzung für eine unparteiische Wissenschaft in einem freiheitlichen Rechtsstaat ein. Ihre grundlegenden Prinzipien sind die Freiheit und die Unteilbarkeit von Forschung und Lehre. Er vertritt die Interessen der Wissenschaftler gegenüber Staat, Gesellschaft und Medien und versteht sich als Anwalt und Fürsprecher der deutschen Universitäten, vor allem aber der an diesen tätigen Hochschullehrer. Sein Augenmerk gilt insbesondere auch jüngeren Wissenschaftlern und ihrer Karriereförderung. Zu karriere- und berufsrelevanten Themen bietet der Deutsche Hochschulverband daher auch individuelle Coachings und Seminare an. Über vakante Wissenschaftlerstellen auf dem deutschsprachigen Markt informiert der DHV-Ausschreibungsdienst. Der Verband gibt monatlich die Zeitschrift „Forschung & Lehre“ heraus. Über DHV-Funds-Consult unterstützt der Verband seit 2008 Hochschulen beim Fundraising. Seit 2008 wird auch die akademische Personalberatung „Leaders In Science“ betrieben. Im Jahre 2010 hat der Verband die Deutsche Universitätsstiftung ins Leben gerufen. Zweck der Stiftung ist laut Satzung die Förderung von Wissenschaft und Forschung, Bildung sowie Mildtätigkeit durch Unterstützung von Wissenschaftlern und des wissenschaftlichen Nachwuchses. Seit 2010 wird der wissenschaftsspezifische Übersetzungsservice „DHV-De“ angeboten.

## Präsidenten
- 1950–1969: Wilhelm Felgentraeger
- 1969–1970: Karl-Heinz Schwab
- 1970–1972: Thomas Finkenstaedt
- 1972–1974: Dieter Grosser
- 1974–1980: Werner Pöls (1984–1989 Ehrenpräsident)
- 1980–2004: Hartmut Schiedermair (2004 bis 2020 Ehrenpräsident)
- 2004–2023: Bernhard Kempen
- seit 2023: Lambert T. Koch

## Präsidium
Mitglieder des aktuellen Präsidiums sind seit April 2023:
- Präsident: Lambert T. Koch, Bergische Universität Wuppertal
- 1. Vizepräsidentin: Ilona Rolfes, Ruhr-Universität Bochum
- Vizepräsident: Bernd Helmig, Universität Mannheim
- Vizepräsident: Karl-Rudolf Korte, Universität Duisburg-Essen
- Vizepräsident: Josef Pfeilschifter, Klinikum der Universität Frankfurt am Main
- Vizepräsidentin: Christina Marie Thiele, TU Darmstadt
- Vizepräsidentin: Rebecca Waldecker, Universität Halle-Wittenberg

## Geschäftsführerin
- Yvonne Dorf

## Ehrenmitglieder
Ehrenmitglieder sind:
| - Benedikt XVI. † - Theodor Berchem - Bettina Gräfin Bernadotte - Peter Bohley † - Gerhard Casper - Karl Carstens † - Johann Deisenhofer, Nobelpreisträger für Chemie - Gerhard Ertl, Nobelpreisträger für Chemie - Joachim Frank, Nobelpreisträger für Chemie - Alexander Gerst, Geophysiker, Vulkanologe und Astronaut - Heinrich Götz †, Jurist - Peter Grünberg †, Nobelpreisträger für Physik - Theodor Hänsch, Nobelpreisträger für Physik - Harald zur Hausen †, Nobelpreisträger für Physiologie oder Medizin - Stefan W. Hell, Nobelpreisträger für Chemie - Robert Huber, Nobelpreisträger für Chemie | - Wolfgang Ketterle, Nobelpreisträger für Physik - Herbert Kroemer, Nobelpreisträger für Physik - Hans Messer † - Hans Joachim Meyer - Paul Heinz Müller † - Erwin Neher, Nobelpreisträger für Physiologie oder Medizin - Elisabeth Noelle-Neumann † - Christiane Nüsslein-Volhard, Nobelpreisträger für Physiologie oder Medizin - Kurt Reumann - Bert Sakmann, Nobelpreis für Physiologie oder Medizin - Peter Scholze, Fields-Medaillenträger 2018 - Reinhard Selten †, Alfred-Nobel-Gedächtnispreis für Wirtschaftswissenschaften - Thomas C. Südhof, Nobelpreisträger für Physiologie oder Medizin - Werner Thieme † - Bernhard Vogel - Klaus von Klitzing, Nobelpreisträger für Physik |

## Landesverbände
- Landesverband Baden-Württemberg, Vorsitz: Rainer Gadow, Universität Stuttgart
- Landesverband Bayern, Vorsitz: Max-Emanuel Geis, Universität Erlangen-Nürnberg und Ulrich Schollwöck, LMU München
- Landesverband Berlin, Vorsitz: Susanne Fontaine, Freie Universität Berlin
- Landesverband Brandenburg, Vorsitz: Astrid Schwarz, BTU Cottbus-Senftenberg
- Landesverband Bremen, Vorsitz: Stefan Bornholdt, Universität Bremen
- Landesverband Hamburg, Vorsitz: Peter Burger, Universität Hamburg
- Landesverband Hessen, Vorsitz: Marcell Saß, Universität Marburg
- Landesverband Mecklenburg-Vorpommern, Vorsitz: Rüdiger Köhling, Universität Rostock
- Landesverband Niedersachsen, Jürgen Deller, Leuphana Universität Lüneburg
- Landesverband Nordrhein-Westfalen, Vorsitz: Christian von Coelln, Universität zu Köln
- Landesverband Rheinland-Pfalz, Vorsitz: Udo Fink, Johannes Gutenberg-Universität Mainz
- Landesverband Saarland, Vorsitz: Volkhard Helms, Universität des Saarlandes
- Landesverband Sachsen, Vorsitz: Michael Schreiber, Technische Universität Chemnitz
- Landesverband Sachsen-Anhalt, Vorsitz: Bernhard Sabel, Universität Magdeburg
- Landesverband Schleswig-Holstein, Vorsitz: Felix Tuczek, Universität Kiel
- Landesverband Thüringen, Vorsitz: Erich Runge, TU Ilmenau

## Geschichte
Der Verein wurde am 4. März 1950 in Hannover gegründet. Historischer Vorläufer war der Verband der Deutschen Hochschulen, der 1920 in Halle (Saale) gegründet und nach der „Selbstgleichschaltung“ 1933 mit anderen hochschulpolitischen Vereinigungen und Verbänden zu einer Einheitsorganisation mit dem Namen „Reichsverband der Deutschen Hochschulen“ zusammengeschlossen wurde. Per Ministererlass erfolgte dessen formelle Auflösung am 7. Juli 1936.
Nach der Wiedervereinigung wurden in den fünf neuen Bundesländern weitere Landesverbände gegründet.

## Preise
Der Verband vergibt die folgenden Preise:
| - Deutscher Hochschulbaupreis - Hochschullehrer/in des Jahres | - Nachwuchswissenschaftler/in des Jahres - Rektor/in / Präsident/in des Jahres | - Student/in des Jahres - Wissenschaftsminister/in des Jahres | - Wissenschaftsstiftung des Jahres |

academics und DHV zeichnen den „Nachwuchswissenschaftler des Jahres“ aus. Die Preise werden seit 2009 auf der „Gala der Deutschen Wissenschaft“ vergeben. Seit 2010 wird die Werner-Pöls-Medaille für beispielhafte Kollegialität und vorbildliches ehrenamtliches Engagement im Verband verliehen.